# Blue Period
Blue Period (Nhật: ブルーピリオド Hepburn: Burū Piriodo) là loạt manga do mangaka Yamaguchi Tsubasa sáng tác. Được đăng tải  trên tạp chí Monthly Afternoon của Kodansha kể từ ngày 24 tháng 6 năm 2017. Bộ manga được Nhà xuất bản Trẻ mua bản quyền tại Việt Nam. Bản chuyển thể anime do hãng phim Seven Arcs thực hiện được lên sóng truyền hình vào ngày 2 tháng 10 đến tháng 12 năm 2021.

## Nhân vật
Yaguchi Yatora (矢口 八虎)
Lồng tiếng bởi: Mineta Hiromu
Một học sinh có năng khiếu trong học tập và có bạn bè không mấy quan tâm đến trường học. Sau khi nhìn thấy một bức tranh cỡ khổ lớn đều bao phủ với màu xanh lá trong clb mỹ thuật, cậu bị thu hút và bắt đầu có hứng thú với hội họa. Cuối cùng quyết định tập vẽ khi tham gia câu lạc bộ và ghi danh vào đại học mỹ thuật Tokyo (TUA - Tokyo University of the Arts). Cậu có thói xấu là hay hút thuốc mỗi khi cảm thấy căng thẳng hoặc hút vì thích.
Ayukawa Ryuji (鮎川 龍二)
Lồng tiếng bởi: Hanamori Yumiri
Thường được gọi là Yuka. Bạn thân với Yatora và là thành viên clb mỹ thuật. Yuka tự nhận mình là người không tuân thủ và thờ ơ với ý kiến của người khác. Về mặt sinh học, cậu là con trai nhưng lại thích mặc đồ con gái, bằng chứng là cậu hay mặc váy đi học thay vì quần tây (cũng có thể cậu là kiểu lưỡng tính). Trong suốt series, cậu phải vật lộn về vấn đề giới tính từ bố, mẹ và người khác, ngoại trừ Yaguchi và bà cậu.
Takahashi Yotasuke (高橋 世田介)
Lồng tiếng bởi: Yamashita Daiki
Bạn cùng lớp với Yatora ở trường dự bị mỹ thuật. Cậu khắc kỷ và khá xa cách với Yatora ban đầu dù vậy cậu rất nghiêm túc với hội họa. Vì tính tình xa cách nên Yatora là người bạn đầu tiên của cậu, dù cậu không mấy thừa nhận nó.
Hashida Haruka (橋田)
Lồng tiếng bởi: Kawanishi Kengo
Bạn cùng lớp của Yatora ở trường dự bị mỹ thuật. Hashida ăn mặc rất bắt mắt với cách tóc để dài và buộc thành hai bím hai bên để tiếp cận nghệ thuật một cách cổ điển và lý thuyết, điều này đều thể hiện trong tác phẩm của anh.
Kuwana Maki (桑名 マキ)
Lồng tiếng bởi: Miyamoto Yume
Một bạn học nữ khác của Yatora từ trường dự bị. Cả thành viên trong gia đình cô đều theo học TUA, kết quả là cô thường phải vật lộn với cảm xúc thiếu thốn và đố kỵ từ người chị mặc dù bản thân là một họa sĩ tài năng.
Mori Maru (森 まる)
Lồng tiếng bởi: Aoyagi Mayu
Senpai của Yatora trong clb mỹ thuật, nghệ thuật của cô là tập trung vào tâm linh với các tác phẩm thường kết hợp hình ảnh của nhiều tôn giáo, chủ ý là cô rất thích cầu nguyện nên tác phẩm cô cũng vậy. Một trong chúng đã thúc đẩy Yatora quan tâm đến nghệ thuật, kể đến là bức tranh khổ lớn của cô với tông đạo màu xanh lá cây.
Saeki Masako (佐伯 昌子)
Lồng tiếng bởi: Hirano Fumi
Giáo viên mỹ thuật có tính cách khác lạ tại trường của Yatora. Bà là giáo viên mỹ thuật đầu tiên của cậu và hướng dẫn những bước cơ bản để cậu cải thiện khả năng của mình.
Sumida (純田)
Lồng tiếng bởi: Fukishini Masaya
Một người bạn của Yatora ở trường, cậu học kém nhưng thích thể thao và rất quan tâm đến bạn mình.
Koigakubo (恋ケ窪)
Lồng tiếng bởi: Kamio Shin'ichirō
Người bạn khác của Yatora ở trường. Bề ngoài cậu cao ráo, ít nói và đáng sợ nhưng theo thời gian thì bộc lộ sự nhạy cảm, ước mơ và tình cảm của mình.
Utashima (歌島)
Lồng tiếng bởi: Tachibana Tatsumaru
Người bạn khác của Yatora ở trường, cậu đeo kính và không mấy khi quan tâm đến việc học nhưng lại có hứng thú với gái và quan tâm tới bạn của mình.
Umino (海野)
Lồng tiếng bởi: Hiratsuka Mika
Một thành viên trong clb mỹ thuật ở trường trung học của Yatora. Cô là một cô gái hơi mũm mĩm và mái tóc đen được cột lại phía sau.
Shirai (白井)
Lồng tiếng bởi: Hasegawa Ikumi
Một thành viên trong clb mỹ thuật ở trường trung học của Yatora. Cô là cô gái đeo kính với mái tóc được cột cao.
Shirota (城田)
Lồng tiếng bởi: Nemoto Yuba
Một thành viên trong clb mỹ thuật ở trường trung học của Yatora. Cô là cô gái với mái tóc dài màu nâu nhạt.
Yamamoto (山本)
Lồng tiếng bởi: Koga Aoi
Một thành viên trong clb mỹ thuật ở trường trung học của Yatora. Cô là cô gái với mái tóc ngắn ôm hai bên má.
Mayu Oba (大葉 真由)
Lồng tiếng bởi: Kazu Yuki
Giáo viên có nhiều năng lượng của Yatora ở trường dự bị. Cô liên tục đưa cho Yatora những lời phê bình và cả lời khuyên có giá trị về cách vượt qua những trở ngại cá nhân và kỹ thuật khi cậu tiếp tục với nghệ thuật.
Okada Sae (岡田 さえ)
Lồng tiếng bởi: Suyuma Erimi
Bạn cùng lớp Yatora ở trường dự bị.
Ishii Takuro (石井 啄郎)
Lồng tiếng bởi: Murata Taishi
Bạn cùng lớp Yatora ở trường dự bị.
Sakuraba Hanako (桜庭 華子)
Lồng tiếng bởi: Ōnishi Saori

## Các chuyển thể

### Manga
Loạt manga do Yamaguchi Tsubasa sáng tác và minh hoạ, được đăng trên tạp chí Monthly Afternoon của Kodansha kể từ ngày 24 tháng 6 năm 2017. Các chương manga được biên soạn thành 17 tập tankōbon, bắt đầu phát hành tại Nhật Bản kể từ tháng 12 năm 2017. Kodansha USA phát hành bản dịch tiếng Anh của truyện vào tháng 10 năm 2020. Bộ manga đã được Nhà xuất bản Trẻ mua bản quyền tại Việt Nam.
| #                                                                                            | Phát hành Tiếng Nhật                                                | Phát hành Tiếng Nhật                                                                                                | Phát hành Tiếng Việt | Phát hành Tiếng Việt                                |
| #                                                                                            | Ngày phát hành                                                      | ISBN | Ngày phát hành       | ISBN                                                |
| -------------------------------------------------------------------------------------------- | ------------------------------------------------------------------- | --- | -------------------- | --------------------------------------------------- |
| 1                                                                                            | 22 tháng 12 năm 2017                                                | 978-4-06-510586-3                                                                                                   | 11 tháng 7 năm 2022  | 978-604-1-19295-9                                   |
| 2                                                                                            | 23 tháng 3 năm 2018                                                 | 978-4-06-511124-6                                                                                                   | 1 tháng 8 năm 2022   | 978-604-1-19296-6                                   |
| 3                                                                                            | 23 tháng 8 năm 2018                                                 | 978-4-06-512336-2                                                                                                   | 22 tháng 8 năm 2022  | 978-604-1-19297-3                                   |
| 4                                                                                            | 22 tháng 2 năm 2019                                                 | 978-4-06-514484-8                                                                                                   | 12 tháng 9 năm 2022  | 978-604-1-19298-0                                   |
| 5                                                                                            | 21 tháng 6 năm 2019                                                 | 978-4-06-515958-3                                                                                                   | 21 tháng 10 năm 2022 | 978-604-1-19299-7                                   |
| 6                                                                                            | 22 tháng 11 năm 2019                                                | 978-4-06-517512-5                                                                                                   | 11 tháng 11 năm 2022 | 978-604-1-19300-0                                   |
| 7                                                                                            | 23 tháng 3 năm 2020                                                 | 978-4-06-518889-7                                                                                                   | —                    | 978-604-1-19301-7                                   |
| 8                                                                                            | 23 tháng 9 năm 2020 (Bản thường) 23 tháng 9 năm 2020 (Bản đặc biệt) | 978-4-06-520727-7 (Bản thường) / 978-4-06-520725-3 (Bản đặc biệt) calling template requires template_name parameter | —                    | 978-604-1-19302-4                                   |
| 9                                                                                            | 21 tháng 1 năm 2021                                                 | 978-4-06-521994-2                                                                                                   | —                    | 978-604-1-20948-0                                   |
| 10                                                                                           | 21 tháng 5 năm 2021                                                 | 978-4-06-523175-3                                                                                                   | —                    | 978-604-1-20949-7                                   |
| 11                                                                                           | 22 tháng 9 năm 2020 (Bản thường) 22 tháng 9 năm 2021 (Bản đặc biệt) | 978-4-06-524669-6 (Bản thường) / 978-4-06-524977-2 (Bản đặc biệt) calling template requires template_name parameter | —                    | – calling template requires template_name parameter |
| 12                                                                                           | 23 tháng 5 năm 2022                                                 | 978-4-06-527418-7                                                                                                   | —                    | — calling template requires template_name parameter |
| 13                                                                                           | 22 tháng 11 năm 2022                                                | 978-4-06-529730-8                                                                                                   | —                    | — calling template requires template_name parameter |
| 14                                                                                           | 21 tháng 7 năm 2023                                                 | 978-4-06-531943-7                                                                                                   | —                    | — calling template requires template_name parameter |
| 15                                                                                           | 22 tháng 11 năm 2023                                                | 978-4-06-533571-0                                                                                                   | —                    | — calling template requires template_name parameter |
| 16                                                                                           | 21 tháng 11 năm 2024                                                | 978-4-06-537474-0                                                                                                   | —                    | — calling template requires template_name parameter |
| 17                                                                                           | 22 tháng 5 năm 2025                                                 | 978-4-06-539411-3                                                                                                   | —                    | — calling template requires template_name parameter |
| Mã ISBN tiếng Việt được lấy từ Cục Xuất bản, In và Phát hành - Bộ thông tin và truyền thông. |                                                                     | |                      |                                                     |

### Anime
Vào ngày 19 tháng 1 năm 2021, nhà xuất bản Kodansha công bố Blue Period sẽ nhận một bản chuyển thể anime. Seven Arcs đảm nhiệm vẽ hoạt họa cho anime, Masunari Koji được phân làm tổng đạo diễn và Asano Katsuya là đạo diễn, Yoshida Reiko phụ trách viết kịch bản, Shitaya Tomoyuki thiết kế nhân vật và Inoue Ippei soạn phần nhạc nền. Omoinotake thực hiện ca khúc mở đầu phim mang tên "EVERBLUE". Bài hát kết thúc phim có tên "Replica", được trình bày bởi Mol-74.
Anime được công chiếu sớm trên nền tảng xem phim Netflix Japan vào ngày 25 tháng 9 trước khi lên sóng truyền hình vào ngày 2 tháng 10 năm 2021 tại Nhật Bản. Netflix cũng phát trực tuyến bộ anime bên ngoài Nhật Bản kể từ ngày 9 tháng 10 cùng năm.

#### Các tập phim
| Số tập | Tựa đề | Đạo diễn           | Ngày phát sóng    |
| ------ | --- | ------------------ | ----------------- |
| 1      | "Đánh thức niềm vui hội họa" "E o kaku yorokobi ni mezamete mita" (絵を描く悦びに目覚めてみた)                                    | Matsumura Juria    | 2 tháng 10, 2021  |
| 2      | "Cậu ấy không hề rám nắng" "Zenzen yake tenē" (全然焼けてねえ)                                                                    | Onoda Yūsuke       | 9 tháng 10, 2021  |
| 3      | "Màn ra mắt chết chóc ở trường dự bị" "Yobikō debyū obu za deddo (Yobikō debut of the dead)" (予備校・デビュー・オブ・ザ・デッド) | Fukase Shigura     | 16 tháng 10, 2021 |
| 4      | "Chúng ta đang đi đâu?" "Wareware wa doko e iku no ka" (我々はどこへ行くのか)                                                     | Hagiwara Hiromitsu | 23 tháng 10, 2021 |
| 5      | "Bất lực ngay cả khi tôi biết phải làm gì" "Kadai ga miete mo dō shiyō mo ne" (我々はどこへ行くのか)                              | Yamazaki Shigeru   | 30 tháng 10, 2021 |
| 6      | "Suy sụp tinh thần nghiêm trọng" "Menbure anpa naitte" (我々はどこへ行くのか)                                                     | Kawahara Ryūta     | 6 tháng 11, 2021  |
| 7      | "Bắt đầu bài thi thứ nhất" "Ichiji shiken kaishi" (１次試験開始)                                                                  | Onoda Yūsuke       | 13 tháng 11, 2021 |
| 8      | "Căng não" "Nōjiru Bushā" (脳汁ブシャー)                                                                                          | Takada Masatoyo    | 20 tháng 11, 2021 |
| 9      | "Con dao lạc lối" "Samayou Naifu" (さまようナイフ)                                                                                | Kurose Daisuke     | 27 tháng 11, 2021 |
| 10     | "Màu xanh của chúng tôi" "Oretachi no aoi iro" (俺たちの青い色)                                                                   | Ami Shūjirō        | 4 tháng 12, 2021  |
| 11     | "Bắt đầu vòng thi thứ hai" "Niji shiken kaishi" (２次試験開始)                                                                    | Nishina Kuniyasu   | 12 tháng 12, 2021 |
| 12     | "Khi tôi được nhuộm màu" "Irozuki hajimeta jibun" (色づき始めた自分)                                                              | Fukumoto Shin'ichi | 20 tháng 12, 2021 |

## Đón nhận
Blue Period luôn nằm trong top Seinen manga kể từ khi ra mắt vào năm 2017, dành được nhiều đề cử giải thưởng manga lớn trong nước và chiến thắng hạng mục Best General Manga của giải Manga Taishō lần thứ 13 và Giải Manga Kodansa lần thứ 44 vào năm 2020.